# Linfocitopenia idiopatica delle cellule T CD4+
La linfocitopenia idiopatica delle cellule T CD4+ (ICL) è una sindrome molto rara. In questa condizione, il corpo ha troppo pochi linfociti T CD4+, un tipo particolare di glubuli bianchi.
A volte viene definito impropriamente "AIDS senza HIV" dai dissidenti sull'eziologia dell'AIDS, sebbene la presentazione clinica differisca da quella riscontrata nell'HIV/AIDS.

## Clinica
Le persone con ICL hanno un sistema immunitario indebolito e sono suscettibili ad infezioni opportunistiche.

## Eziologia
La causa di ICL, come tutte le condizioni idiopatiche è sconosciuta. Non sembra comunque essere causata da un agente trasmissibile, come ad esempio un virus.